# Ł
Ł o ł, L amb barra, és una lletra dels alfabets polonès, caixubi, sòrab, łacinka (belarús) i navaho. Excepte en navaho, representa la continuació legítica/eslava oriental de la no-palatal l protoeslava.

## Usos lingüístics
Ł va aparèixer per primer cop el Segle XVI a textos en polonès.
En polonès modern, ł es pronuncia normalment /w/ com en u en avui o qualsevol diftong creixent. A l'anglès trobem aquest so a la w, com a were, will però no a new o straw. Per l'altra banda, l'antiga pronunciació encara es fa servir a la part més oriental de Polònia i entre la minoria polonesa a Lituània, Belarús i Ucraïna.
En łacinka belarús, ł correspon a la л de l'alfabet ciríl·lic, pronunciada normalment /l/, de forma quasi idèntica a la l catalana.
En vènet la ł es fa servir per unificar les varietats d'aquest idioma i es pot pronunciar com l, com ë, o no pronunciar. Per exemple: la paraula góndola, en vènet s'escriu góndoła i es pot pronunciar góndola, góndoea o góndoa.
En navaho, ł es fa servir per a l'alveolar lateral fricativa sorda (ɬ), com Ll en gal·lès.

## Altres usos
- Ł es fa servir com a símbol pel Litecoin.